# Philus antennatus
Philus antennatus é uma espécie de coleóptero da tribo Philiini (Philinae); distribuídos pela China e Taiwan, podem ser encontrados em Pinus elliottii.

## Sistemática
- Ordem Coleoptera
  - Subordem Polyphaga
    - Infraordem Cucujiformia
      - Superfamília Chrysomeloidea
        - Família Vesperidae
          - Subfamília Philinae
            - Tribo Philiini
              - Gênero Philus
                - Philus antennatus (Gyllenhal, 1817)